# 吉大港语
吉大港语（Chittagonian、Chittagong Bangla (চাঁটগাঁইয়া Chatgaiya)、Chatgaya,）是孟加拉吉大港專區的当地人的語言，属于印欧语系中的印度-雅利安语支。他的書面文字和孟加拉语一樣用孟加拉文，许多人认为它是孟加拉语的一个方言，但是只会说孟加拉语的人很难听懂吉大港语；只会说吉大港语的人也很難听懂孟加拉语。对于语言学家来说一般这是区分两种语言的标志。不过，在吉大港语和孟加拉语之间有一些过渡性的方言。约有1400万人说吉大港语。缅甸若开邦阿拉干地区和邻近的孟加拉吉大港专区居住的罗兴亚人使用吉大港语的一种方言罗兴亚语（Ruáingga），跟位于孟加拉吉大港专区的吉大港语基本一致。

## 外部連接
- Ilovechittagong.com （页面存档备份，存于）

template:Indo-Aryan languages
template:Bengali language